# Székelyhidi László (matematikus, 1952)
Id. Székelyhidi László (Budapest, 1952. május 11. –) magyar matematikus, egyetemi tanár, akadémiai doktor, ifj. Székelyhidi László és Székelyhidi Gábor matematikusok édesapja.

## Életpályája
Apja belgyógyász katonaorvos volt. Az általános iskolát Mosonmagyaróváron kezdte, majd szülei 1959-es válása után Hegyeshalomban, nagyszüleinél végezte. 1970-ben az esztergomi Temesvári Pelbárt Ferences Gimnáziumban érettségizett. Érdekelte a rockzene is, különböző formációkban fel is lépett, de végül a matematikát választotta életpályául. A sorkatonaságot elkerülve az Eötvös Loránd Tudományegyetemre nem vették fel, mivel a katolikus gimnáziumban nem volt KISZ-tag, viszont átirányították a debreceni Kossuth Lajos Tudományegyetemre. Ott ismerte meg első feleségét, akitől később elvált. 1975-ben matematikusi oklevelet szerzett, majd az egyetemen maradt Daróczy Zoltán professzor tanársegédjeként, az Analízis Tanszéken. 1977-ben megszületett László fia, a 2018-as Leibniz-díj kitüntetettje. 1978-ban doktorált summa cum laude minősítéssel. Adjunktus lett, majd 1981-ben megszületett Gábor fia. 1983-ban megvédte akadémiai kandidátusi értekezését; docens lett. Középfokú német nyelvvizsgát tett, majd 1986-ban elvégezte az angol–magyar szakfordítói szakot is, ami felsőfokú állami nyelvvizsgának felel meg. Terjedelmes publikációs listát és számos külföldi szakmai előadást abszolvált. 1985-ben a Swiss National Foundation ösztöndíjasaként fél évet Svájcban töltött, majd 1988-ban Humboldt-ösztöndíjjal 20 hónapra Hamburgba költözött családjával a spektrálanalízist és spektrálszintézist tanulmányozni. Fiai az ottani általános iskolában megtanultak németül, és remek, mai tudományos életükre is hasznos kapcsolatokat teremtettek. Hamburg után két hónapot a Milánói Egyetem matematikai intézetében töltött. Monográfiájával pályázott a Magyar Tudományos Akadémia minősítő bizottságára, de közben, 1992-ben az öbölháború után felvették a Kuvaiti Egyetemre oktatóként. 1995-ben hazatért, megvédte akadémiai doktori disszertációját, majd 1996-ban feleségül vette a korábban szintén hazatért kollegináját. Ugyanabban az évben a Pécsi Tudományegyetemen katedrát kapott. Egy éven keresztül Budapest Pécs és Debrecen között ingázott, majd visszatért Debrecenbe. 1997-től két éven keresztül Széchenyi Professzori Ösztöndíjasként az immár Debreceni Egyetemen habilitált, ugyanis az 1995-ös akadémiai doktori fokozatát elfogadták. 2002-ben az amerikai Kentucky állam Louisville-i Egyetemére hívták. Szeptembertől a Mississippi State Universityn, majd számos más tengerentúli egyetemen tartott előadásokat. 2003 őszétől új nejével az Ománi Szultánság egyetemére kapott professzori kinevezést. 2005-től a Soproni Egyetemen volt óraadó, miután leköltöztek Hegyeshalomba, a nagyszülői házba. 2013-ban a Botswanai Egyetem tanára. 564 független tudományos hivatkozás birtokosa.

## Elismerései
- Rényi Kató Díj, 1974
- Grünwald Géza Emlékdíj, 1980
- Alexits György Díj, 1991
- Akadémiai Díj, 2006